# Socodor (gmina)
Socodor – gmina w Rumunii, w okręgu Arad. Obejmuje tylko jedną miejscowość Socodor. W 2011 roku liczyła 2367 mieszkańców.